# Покровське (Бахмутський район)
Покро́вське — село Бахмутської міської громади Бахмутського району Донецької області, Україна.
Неподалік від села розташована геологічна пам'ятка природи місцевого значення «Риф», оголення вапняку біля села Покровське.

## Історія
На місці нинішнього села під час Кальміуської паланки перебувала багата дача, відомого свого часу, Бахмутського протопопа Івана Лук'янова. У нього тут була рілля сінокіс також він займався скотарство і бджільництво, був сад млин о двох каменях.
Лук'янов був відомий у всій Бахмутській окрузі як справжній батько і благодійник. Навіть у Запоріжжі знали про його любов до людства, про його щедру благодійності людям, у мирний час багато січовики запорожці добровільно приходили на «Ступки», на хутір протопопа Лук'янова потрудитися заради душевного порятунку.
У 1731—1732 роках протопоп Лук'янов на доходи зі Ступок побудував в Бахмуті Покровську церкву, прикрасив і забезпечив її всім необхідним, а перед смертю своєю в 1767 році одну половини частини хутора заповідав у володіння Покровської церкви.
Після анексії Криму Російською імперією, у зв'язку з скороченням солеваріння в Бахмуті, частина його населення в 1792 році була переведена на становище державних поселенців. Вони одержали ділянку на річці Мокра Плотва та її притоці Горілому Пні, де й виникла державна слобода Покровська, яка входила до складу Бахмутської волості того ж повіту. Свою назву слобода дістала від церкви Покрови, до парафії якої належала.
Поселенцями слободи були російські селяни і козаки слобідських полків. У 1830 році в Покровському [Архівовано 7 квітня 2013 у Wayback Machine.] налічувалося 843 ревізькі душі. Вони мали по 7 десятин державної землі, за що сплачували щорічно по 9 крб. оброку і по 3 крб. подушного податку.
За даними на 1859 рік у державному селі Покровське Бахмутського повіту Катеринославської губернії мешкало 2848 осіб (1561 чоловічої статі та 1287 — жіночої), налічувалось 517 дворових господарства, існувала православна церква.
Станом на 1886 рік у колишньому державному селі Бахмутської волості мешкало 3654 особи, налічувалось 609 дворових господарств, існували православна церква, школа й арештантський будинок.
За переписом 1897 року кількість мешканців зросла до 5307 осіб (2690 чоловічої статі та 2617 — жіночої), з яких 5296 — православної віри.
У 1908 році в селі мешкало 8908 осіб (4450 чоловічої статі та 4458 — жіночої), налічувалось 1020 дворових господарств.
Після реформи, пов'язаною с децентралізацією село Покровське є частиною об'єднаної Бахмутської громади.
Діючим старостою села є Федоренко Павло Вікторович.

## Населення

### Мова
Розподіл населення за рідною мовою за даними перепису 2001 року:
| Мова            | Кількість | Відсоток |
| --------------- | --------- | -------- |
| українська      | 917       | 68.79%   |
| російська       | 403       | 30.23%   |
| румунська       | 1         | 0.08%    |
| інші/не вказали | 12        | 0.90%    |
| Усього          | 1333      | 100%     |

## Відомі люди
- Богун Микола Андрійович (14.06.1924-08.12.2005) — повний кавалер ордену Слави.[7]